# Spil Games
Spil Games, voorheen bekend als Spill Group, was een Nederlands ontwikkelaar en uitgever van computerspellen opgericht in 2001. Het bedrijf richtte zich hoofdzakelijk op browserspellen en spellen voor mobiele platforms. In 2020 werd Spil Games volledig overgenomen door Azerion, waarmee het bedrijf als zelfstandige entiteit ophield te bestaan.

## Geschiedenis
Het bedrijf werd opgericht in 2001 door ondernemers Peter Driessen en Bennie Eeftink onder de naam Spill Group. In 2004 lanceerde het bedrijf zijn eerste online spelletjeswebsite, gericht op de Nederlandse markt.
In 2007 verwierf Spill Group een meerderheidsbelang in de Chinese spelontwikkelaar zLong. In datzelfde jaar werd internationaal uitgebreid naar de Verenigde Staten en Azië. In 2008 nam Spill Group de website onrpg.com over en begon het met de ontwikkeling van MMORPG’s. Spil groeide uit tot een van de grootste computerspelbedrijven van Nederland.
In juli 2008 wijzigde het bedrijf zijn naam van Spill Group naar Spil Games.
Als gevolg van een strategische heroriëntatie op mobiele spellen werd in mei 2014 ongeveer een derde van het personeel ontslagen. Tijdens deze reorganisatie werd de Nederlandse ontwikkelstudio gesloten en verlegde het bedrijf de focus naar de uitgave van mobiele spellen.
Begin 2015 werd Tung Nguyen-Khac als directeur aangesteld. Op 24 mei 2018 werd hij opgevolgd door Timm Geyer.
In maart 2018 werd bekend dat hun mobiele spellen in totaal 300 miljoen keer zijn gedownload. Enkele populaire titels zijn de Troll Face Quest-serie, Uphill Rush en Operate Now: Hospital.
In 2019 werd de mobiele gamesdivisie van Spil Games overgenomen door het Nederlandse technologiebedrijf Azerion. Driessen en Eeftink behielden met 95 procent de meerderheid van de aandelen in het resterende bedrijf, dat zich vanaf toen weer volledig op webgames ging focussen, met Geyer als aanblijvende CEO van het bedrijf. Begin 2020 volgde de volledige overname van het bedrijf. In datzelfde jaar werden circa 15.000 spellen van Spil beschikbaar gesteld via de distributiepartner Game Distribution. Daarmee kwam er een einde aan Spil Games als zelfstandig opererende onderneming.